# Willett Cove
Die Willett Cove ist eine kleine Bucht an der Borchgrevink-Küste des ostantarktischen Viktorialands. Sie liegt am nördlichen Ende der Hallett-Halbinsel auf der Südseite des Seabee Hook.
Teilnehmer der ersten Operation Deep Freeze der United States Navy nahmen im Januar 1956 eine Vermessung von Bord des Eisbrechers USCGC Edisto vor. Das Advisory Committee on Antarctic Names benannte die Bucht 1956 nach James H. Willett vom United States Hydrographic Office, der von 1955 bis 1956 an der Errichtung astronomischer Beobachtungsstationen auf der Ross-Insel und dem Seabee Hook beteiligt war.